# صبغة بابانيكولاو

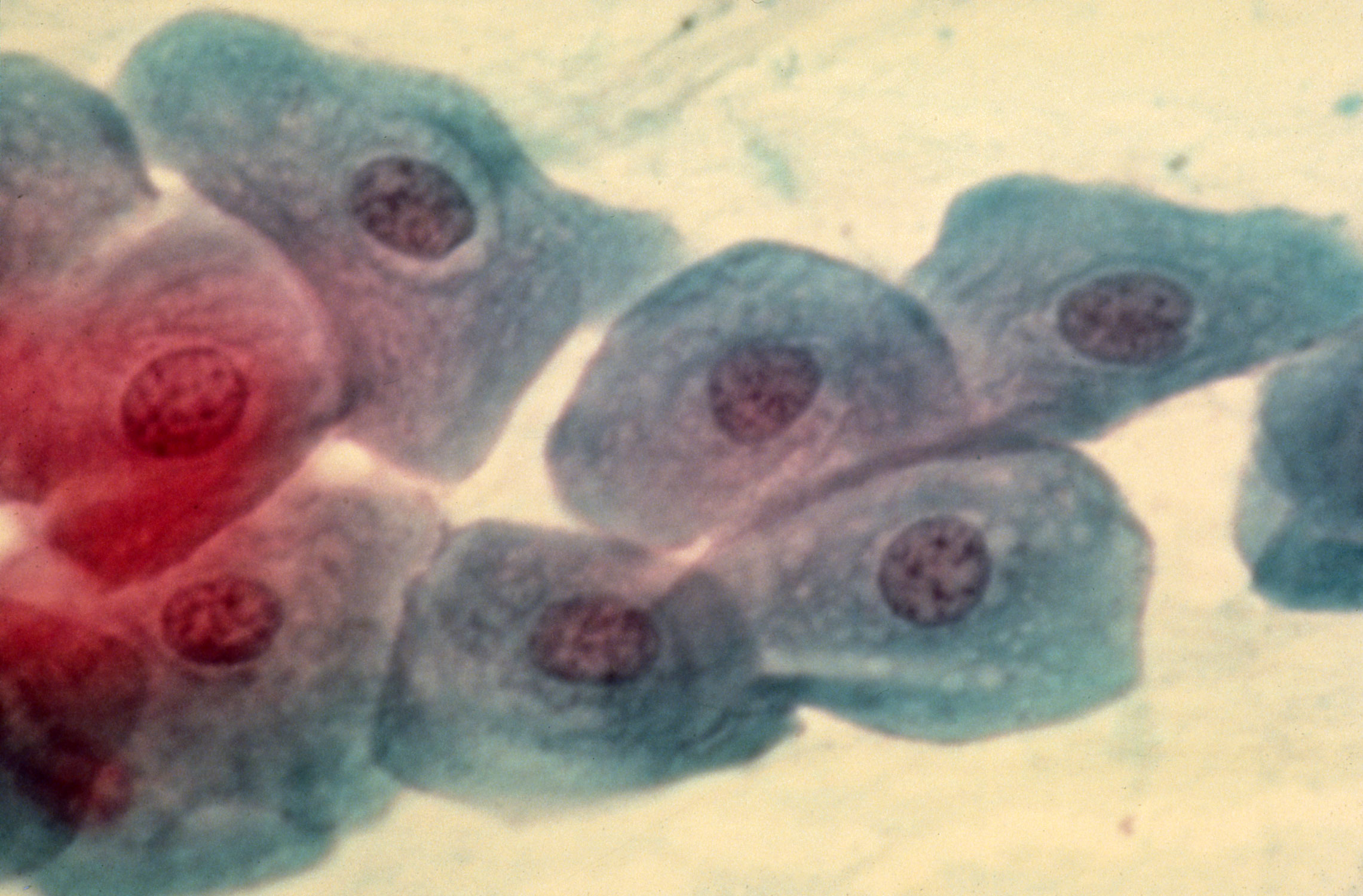
صبغة بابانيكولاو للخلايا

صبغة بابانيكولاو (تعرف أيضًا لُطاخةُ پاپانيكولاو) (بالإنجليزية: Papanicolaou stain) هي تقنية تلوين خلوي متعددة الألوان، طورها جورج بابانيكولاو في عام 1942. طبقعة بابانيكولاو هي واحدة من أكثر البقع استخدامًا في علم الخلايا، حيث تستخدم لمساعدة علماء الأمراض في إجراء التشخيص. على الرغم من أنه الأكثر شهرة لاستخدامه في الكشف عن سرطان عنق الرحم في اختبار عنق الرحم أو مسحة عنق الرحم، إلا أنه يستخدم أيضًا في تلطيخ مستحضرات العينات غير النسائية من مجموعة متنوعة من إفرازات الجسم ومن خزعات الإبرة الصغيرة للأعضاء والأنسجة. نشر بابانيكولاو ثلاث تركيبات لهذه البقعة في أعوام 1942و 1954و 1960.

## الاستعمال
يستخدم تلوين عنق الرحم لتمييز الخلايا في مستحضرات اللُطاخة (حيث يتم نشر العينات أو تلطيخها على شريحة مجهر زجاجي) من إفرازات الجسم المختلفة وخزعات الإبرة، قد تشمل العينات مسحات أمراض النساء (مسحات عنق الرحم)، والبلغم، والغسيل بالفرشاة، والغسيل، والبول، والسائل النخاعي، سائل البطن، والسائل الجنبي، والسائل الزليلي، والسائل المنوي، شفط إبرة دقيقة، وعينات لمس الورم، أو غير ذلك مواد تحتوي على خلايا رخوية. صبغة عنق الرحم ليست موحدة بشكل كامل وتأتي في عدة تركيبات، تختلف في الأصباغ الدقيقة المستخدمة ونسبها وتوقيت العملية. عادة ما يرتبط تلطيخ عنق الرحم بعلم أمراض الخلايا حيث يتم فحص الخلايا الرخوة، ولكن تم أيضًا تعديل البقعة واستخدامها على شرائح الأنسجة.
المقال الرئيسي: اختبار عنق الرحم (بالإنجليزية: pap test)
يستخدم صبغ عنق الرحم في مسحة عنق الرحم (أو اختبار عنق الرحم) وهو تقنية موثوقة في فحص سرطان عنق الرحم في أمراض النساء.

## طريقة تلطيخ الصبغة
يتضمن الشكل الكلاسيكي لبقع بابانيكولا وخمس بقع في ثلاثة محاليل.
- يحتوي محلول التلوين الأول على الهيماتوكسيلين الذي يلطخ نواة الخلية.[2][11][12] استخدم بابانيكولاو الهيماتوكسيلين الخاص بهاريس في جميع التركيبات الثلاث للبقعة التي نشرها.[2]
- يحتوي محلول التلوين الثاني (المعينOG- 6) على Orange G في 95% كحول إيثيلي مع كمية صغيرة من حمض الفوسفوتنجستيك. في OG-6، يشير OG إلى Orange G ويشير الرقم "6" إلى تركيز حمض الفوسفوتونجستيك المضاف،[2][11] المتغيرات الأخرى هي OG-5 وOG-8.[2]
- يتكون محلول التلوين الثالث من ثلاثة أصباغ، Eosin Y وLight Green SF المصفر وBismarck brown Y في 95% من الكحول الإيثيلي مع كمية صغيرة من حمض الفوسفوتنجستيك وكربونات الليثيوم.[2][11] هذا الحل المعين EA، متبوعًا برقم يشير إلى نسبة الأصباغ، تشتمل الصيغ الأخرى على EA-36 و EA-50 و EA-65.[2]

يتم إذابة المواد المضادة في 95% كحول إيثيلي مما يمنع الخلايا من الإفراط في تلطيخها مما قد يحجب التفاصيل النووية ومخططات الخلايا خاصة في حالة تداخل الخلايا على الشريحة. يضاف حمض الفوسفوتنجستيك لضبط درجة الحموضة للبقع المضادة ويساعد على تحسين كثافة اللون. يحتوي مضاد EA على Bismarck brown وحمض الفوسفوتونجستيك، والذي يؤدي عند الجمع بينهما إلى ترسيب كلاهما خارج المحلول، مما يقلل من العمر الإنتاجي للخليط.

## النتائج
يجب أن ينتج عن البقعة خلايا شفافة إلى حد ما بحيث يمكن تفسير حتى العينات الأكثر سمكًا مع الخلايا المتداخلة. يجب أن تكون نوى الخلية هشة، زرقاء إلى سوداء اللون. وأنماط الكروماتين للنواة يجب أن تكون محددة جيدًا. يلطخ السيتوبلازم الخلوي اللون الأزرق والأخضر وبقع الكيراتين باللون البرتقالي.
Eosin Y يلطخ الخلايا الحرشفية السطحية والنووية والأهداب وخلايا الدم الحمراء. يلطخ الضوء الأخضر الفاتح اللون الأصفر المائل للصفرة سيتوبلازم الخلايا الأخرى، بخلاف الخلايا الحرشفية السطحية. الخلايا السطحية برتقالية إلى وردية، والخلايا الوسيطة وشبه القاعدية ذات لون أخضر فيروزي إلى أزرق.

## صبغة بابانيكولاو فائقة السرعة
صبغة بابانيكولاو فائقة السرعة هي بديل لعينات الشفط بالإبرة الدقيقة، وقد تطورت لتحقيق وضوح بصري مشابه في وقت أقصر بكثير. تختلف العملية في إعادة تميؤ اللطاخة المجففة بالهواء بالمحلول الملحي، واستخدام 4% فورمالدهايد في 65% مثبت إيثانول، واستخدام Richard-Allan Hematoxylin-2 و Cyto-Stain، مما ينتج عنه عملية مدتها 90 ثانية تنتج بقع شفافة متعددة الألوان.

## أمثلة على صبغة بابانيكولاو

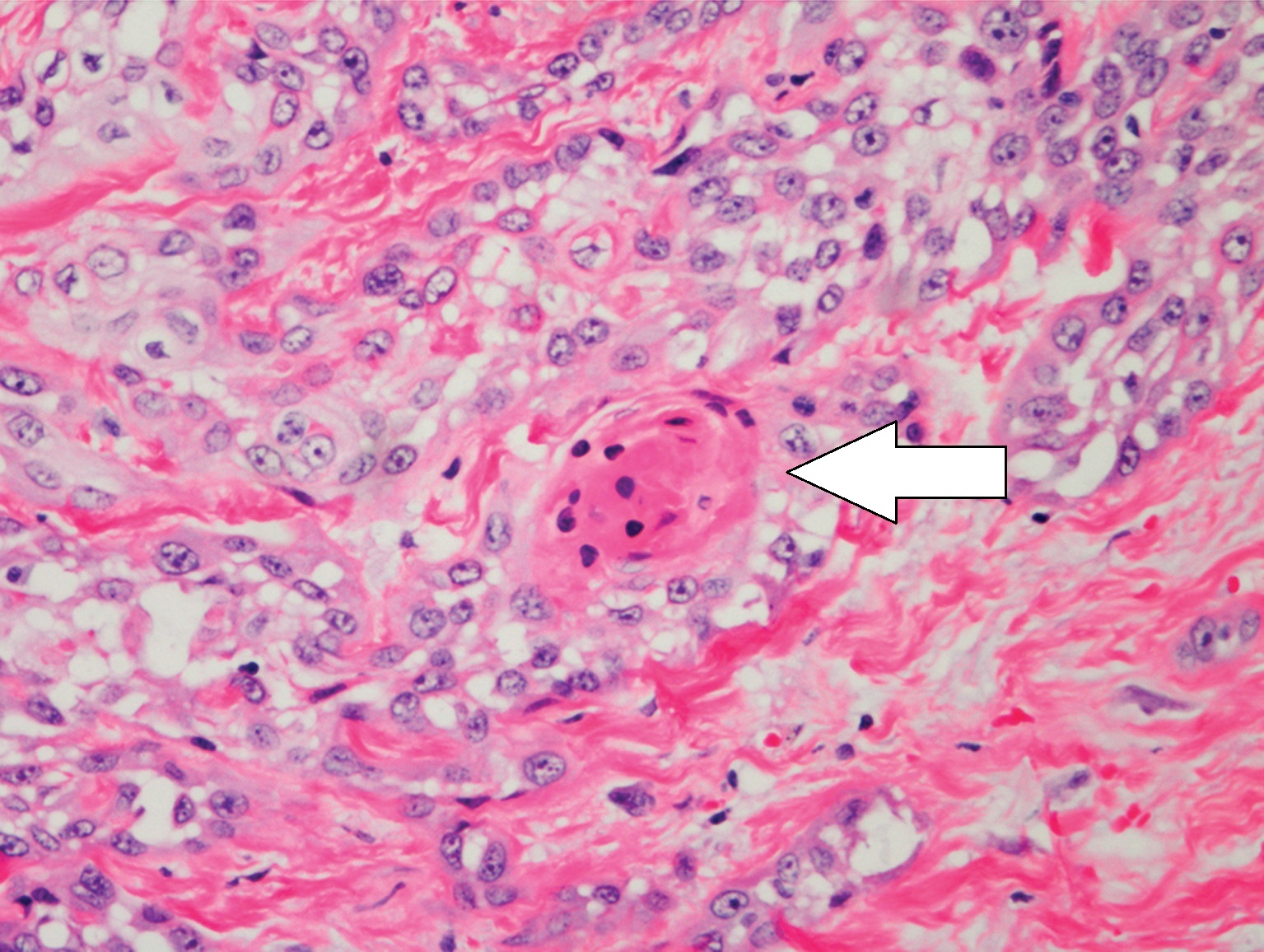
سرطان الخلايا الحرشفية
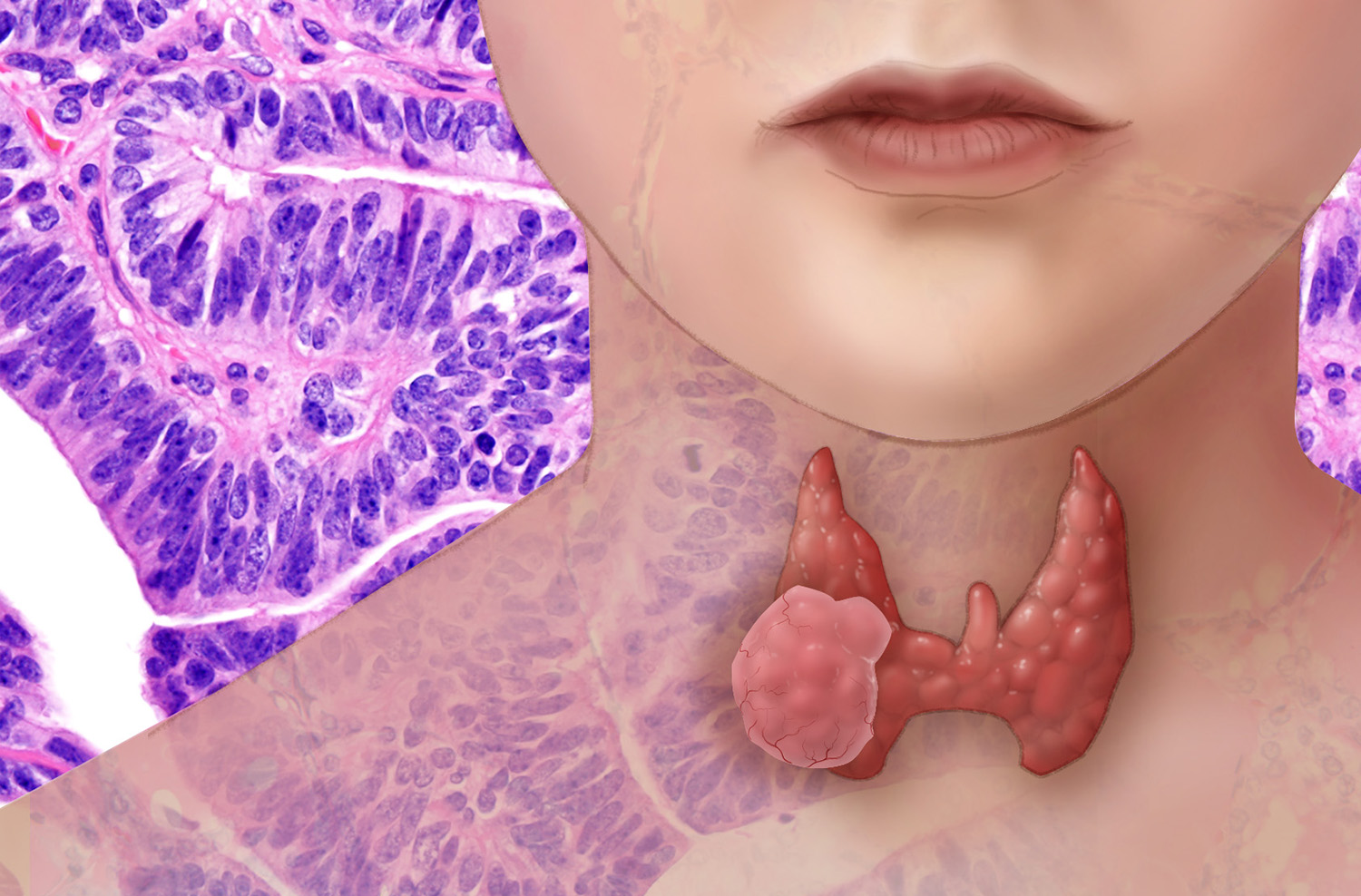
سرطان الغدة الدرقية
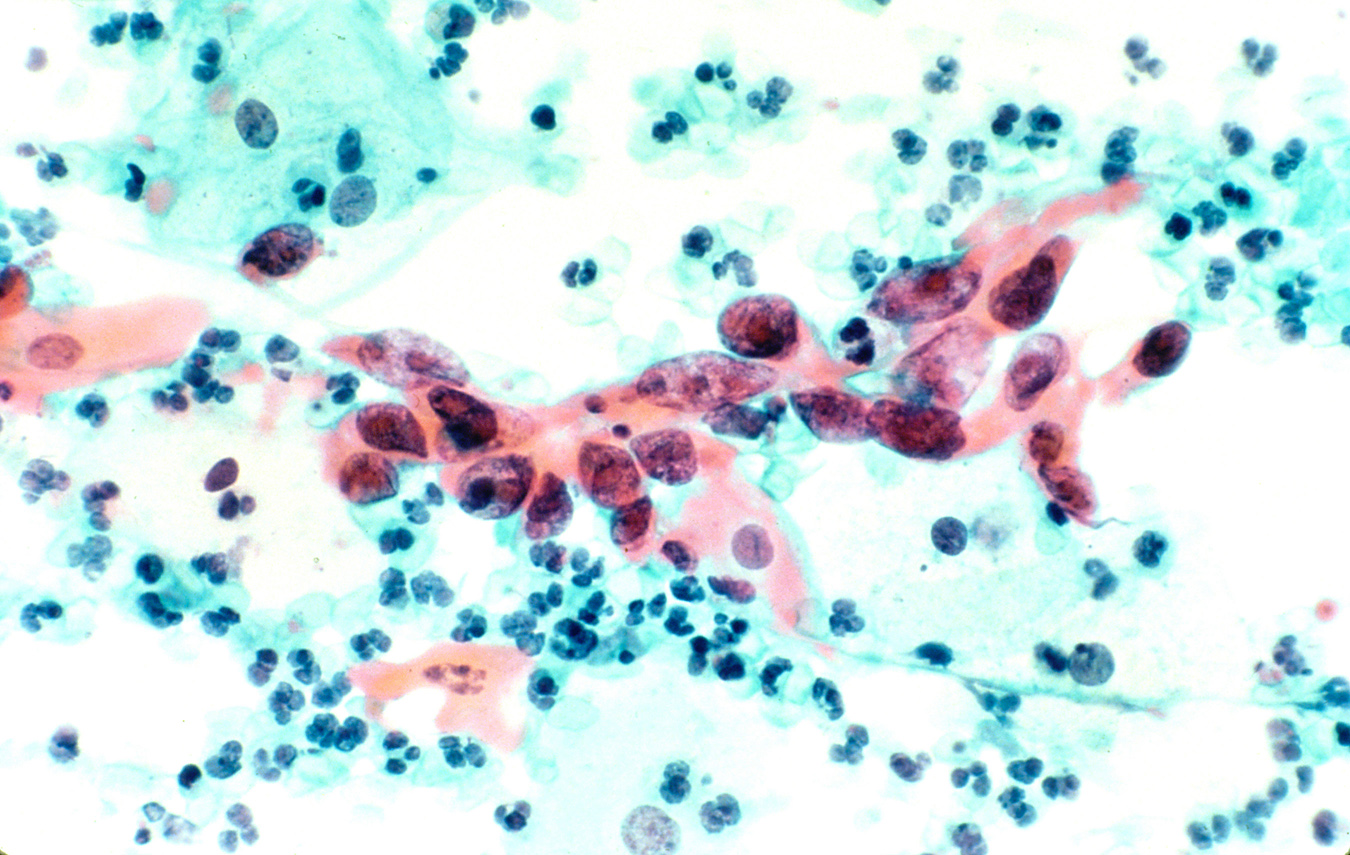
سرطان خلايا حرشفية في عنق الرحم باستخدام فحص عنق الرحم ( بالانجليزي: pap test)

## أوراق لجورج بابانيكولاو تصف فيها البقعة
- بابانيكولاو، جورج «إجراء جديد لتلوين المسحات المهبلية.» العلوم 95.2469 (1942): 438-439.
- بابانيكولاو، جورج «طريقة فحص الخلايا لتشخيص السرطان.» المجلة الأمريكية للصحة العامة وصحة الأمة 38.2 (1948): 202-205.
- بابانيكولاو، جورج «أطلس علم الخلايا التقشري». تم النشر لصالح صندوق الكومنولث بواسطة مطبعة جامعة هارفارد. (1954).
- بابانيكولاو، جورج «مذكرة حول التلوين.» أطلس علم الخلايا التقشري. كامبريدج، ماساتشوستس: مطبعة جامعة هارفارد، الملحق الثاني (1960): 12.